# صیادان (گلشن)
صیادان، روستایی در دهستان جالق بخش مرکزی شهرستان گلشن در استان سیستان و بلوچستان ایران است.

## جمعیت
بر پایه سرشماری عمومی نفوس و مسکن در سال ۱۳۹۵، جمعیت این روستا برابر با ۲۶۵ نفر (۸۰ خانوار) بوده‌است.